# マルコ・エンリコ・ボッシ
マルコ・エンリコ・ボッシ（Marco Enrico Bossi、1861年4月25日 - 1925年2月20日）は、イタリアのオルガニストで作曲家。一般にはエンリコ・ボッシと呼ばれる。
子のレンツォ・リナルド・ボッシも作曲家である。

## 経歴

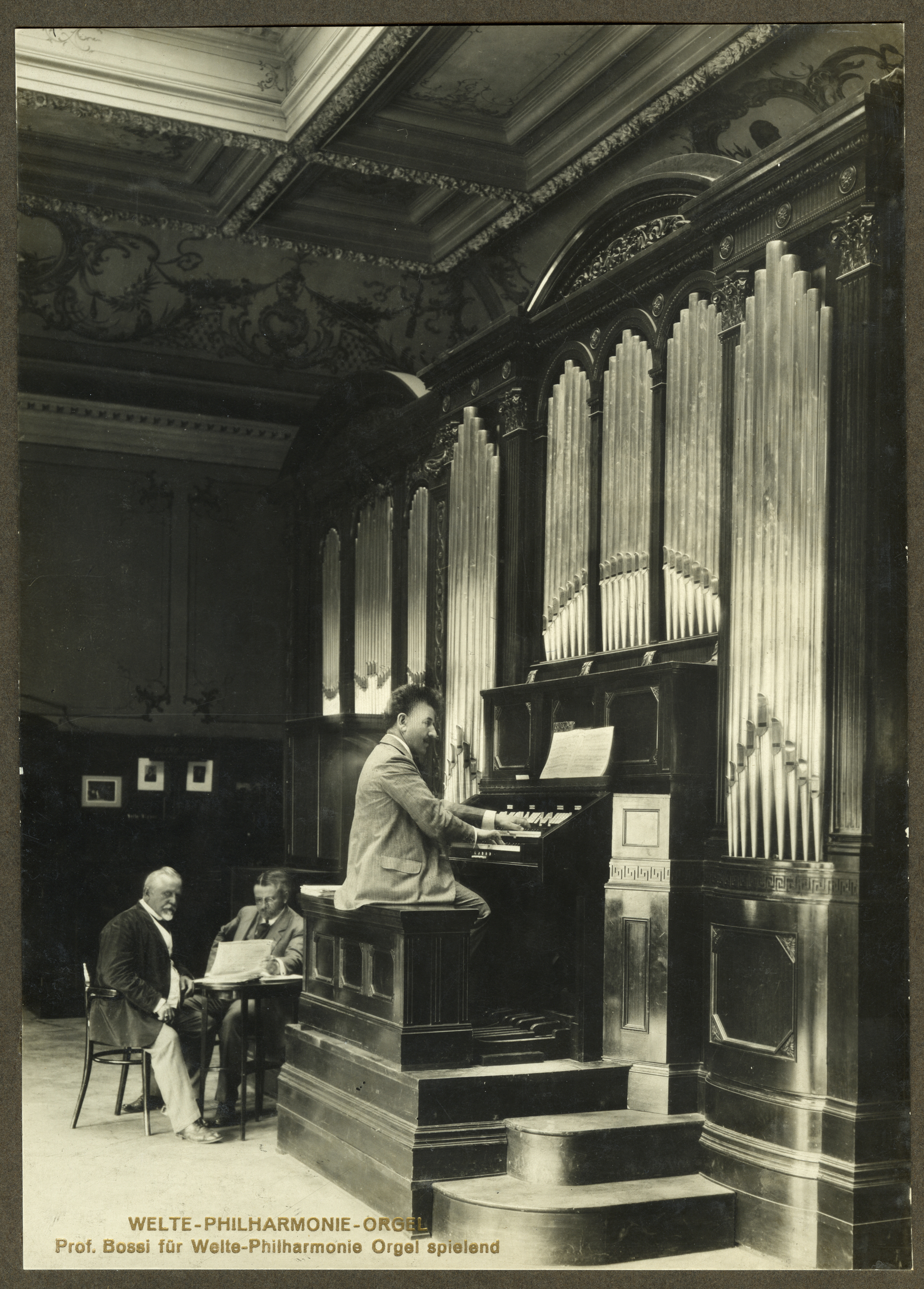
ヴェルテ＝ミニョン社製自動オルガンに録音するエンリコ・ボッシ 1912年

1871年から1873年にボローニャの音楽院で学んだ後、ミラノ音楽院でカルロ・ボニフォルティ、ポリビオ・フマガッリ、アミルカレ・ポンキエッリについて学ぶ。1879年から1881年までロンドンでオルガン奏者として活動し、その後コモの大聖堂のオルガニストとナポリ音楽院の教師を務めた。1902年までヴェネツィアの音楽院で、1912年までボローニャの音楽院で指導にあたり、1916年から1923年までローマのサンタ・チェチーリア音楽院の院長を務めた。1925年、ニューヨークの演奏旅行からの帰国の途中に死去。2つのオペラ、オルガン協奏曲、組曲、ソナタ、教会カンタータ、室内楽などの作品を残している。

## 主要作品

### 管弦楽作品
- 交響的組曲
- ゴルドーニ間奏曲集

### 協奏曲
- オルガン協奏曲
- オルガンとオーケストラのための小協奏曲

### オルガン曲
- オルガン・ソナタ第1番
- オルガン・ソナタ第2番
- 英雄的行進曲
- 交響的練習曲
- 主題と変奏